# Barmhärtighetsdöttrarna
Barmhärtighetsdöttrarna, även Barmhärtiga döttrar (Filles de la charité), är en kvinnlig kongregation avsedd för sjukvård som år 1633 grundades av Vincent de Paul. De antog senare en av honom utarbetad regel och bildade en sekulärkongregation. De verkar numera över hela världen. 